# Grand Theft Auto: The Ballad of Gay Tony
Grand Theft Auto: The Ballad of Gay Tony ist das zweite Add-on des Spiels Grand Theft Auto IV in der Grand-Theft-Auto-Reihe. Das Spiel wurde von Rockstar North entwickelt und am 29. Oktober 2009 für die Xbox 360 sowie am 16. April 2010 für PlayStation 3 und PC veröffentlicht. The Ballad of Gay Tony ist entweder als kostenpflichtiges Download-Spiel erhältlich oder zusammen mit der ersten Erweiterung The Lost and Damned als Standalone-Spiel auf der später erschienenen Disc Grand Theft Auto: Episodes from Liberty City. Das Add-on erschien zunächst nur auf der Xbox 360 und wurde erst später für PC und PlayStation 3 umgesetzt.
Für ein Spiel, das zunächst nur als kostenpflichtiger Download konzipiert war, fand eine ungewöhnliche Berichterstattung statt. So berichteten neben der Computerspielpresse auch Spiegel Online, Stern und New York Times sowie 3sat.

## Handlung
Wie das Hauptspiel von GTA IV spielt auch The Ballad of Gay Tony in der fiktiven Stadt Liberty City, die dem realen New York City nachempfunden ist. Die Handlung des Add-ons überschneidet sich des Öfteren mit der des Hauptspiels und der des ersten Add-ons, viele in allen Teilen enthaltene Szenen werden so aus der Sicht des jeweiligen Protagonisten erlebt.
In The Ballad of Gay Tony übernimmt der Spieler die Kontrolle über Luis Fernando Lopez, einen 25-jährigen Sohn von Einwanderern aus der dominikanischen Republik, der in den USA aufwuchs.
Nachdem Luis eine mehrjährige Jugendhaftstrafe abgesessen hatte, kam er in Kontakt mit dem homosexuellen Nachtclub-Betreiber Anthony Prince, der in Liberty City als Gay Tony bekannt ist. Luis selbst ist nicht homosexuell. Tony erkannte schnell Luis’ Talent und Kaltblütigkeit und heuerte diesen als seinen persönlichen Assistenten und Leibwächter an und machte ihn auch zum Mitbesitzer seiner Nachtclubs. Zwischen beiden entstand eine starke Freundschaft.
Eines Abends versuchen Luis’ alte Freunde, Armando und Henrique, beide ebenfalls Hispanics, Tonys Prominentenclub Maisonette 9 zu betreten, werden jedoch vom dortigen Türsteher nicht eingelassen. Luis war in seiner Jugend eng mit den beiden befreundet und war zusammen mit ihnen damals an Drogengeschäften beteiligt, hat sich aber nach einer mehrjährigen Jugendstrafe von ihnen distanziert. Als Luis die beiden anschließend nach Hause fährt, knüpft er den Kontakt mit ihnen wieder an und erfährt, dass beide noch immer in Drogenhandel verwickelt sind. Im späteren Spielverlauf wird er von den beiden immer wieder in illegale Geschäfte hineingezogen, obwohl er mit diesem Teil seines Lebens eigentlich abgeschlossen hatte.
In den nächsten Tagen wird Tonys schwierige finanzielle Lage immer deutlicher: dieser hatte sich auf dubiose Geschäfte mit Kriminellen und der Mafia eingelassen und ist hoch verschuldet. Um das Nachtclub-Imperium der beiden zu retten, muss Luis zunächst verschiedene Aufträge für Tonys Kreditgeber, den Mafioso «Rocco Pelosi», dem aus Israel heimgekehrten Juden Mori Kibbutz oder den arabischen Immobilienhai «Yusuf Amir» erledigen, die fast immer in einer Schießerei oder spektakulären Aktion enden. Tony fällt angesichts der für ihn immer aussichtsloseren Lage in immer tiefere Depressionen. Es stellt sich auch heraus, dass er durch seinen Lebensgefährten Evan kokainabhängig geworden ist.
Schließlich bietet sich für Tony und Luis die Möglichkeit Diamanten im Wert von 2 Millionen Dollar günstig zu kaufen. Beide sehen darin eine Möglichkeit, sich aus ihrer misslichen finanziellen Lage zu befreien. Zusammen mit Evan begeben sich die beiden zum Ort der Übergabe, werden jedoch dort von der Motorradgang «The Lost» überrascht. Evan wird von den Mitgliedern der Motorrad-Gang getötet, Luis und Tony entkommen nur knapp mit dem Leben und verlieren sowohl das Geld als auch die Diamanten. In The Lost and Damned kann diese Mission aus der Sicht von Johnny Klebitz, dem Anführer der Gang, gespielt werden.
Die beiden finden heraus, dass Johnny Klebitz und Niko Bellic, der Protagonist aus GTA IV, die Diamanten nun an einen jüdischen Diamantenhehler verkaufen wollen. Luis schafft es schließlich, die Diamanten an sich zu bringen.
Später trifft er in seinem Nachtclub auf den russischen Großkriminellen Ray Bulgarin, für den Luis zu arbeiten beginnt. Es stellt sich jedoch bald heraus, dass die besagten Diamanten ursprünglich Bulgarin gehörten und diesem gestohlen wurden. Bulgarin hält Luis oder Tony für die Diebe und heuert mehrere Killerkommandos an, die sie töten sollen.
Wenig später wird Tonys persönliche Freundin Gracie von Niko Bellic und einer irischen Bande entführt. Schließlich sind Tony und Luis bereit, die Diamanten als Lösegeld zu bezahlen, da Tony auch Schulden bei ihrem Vater, einem Mafioso der Ancelotti-Familie, hat. Bulgarin bedroht weiterhin beide mit dem Tod.
Schließlich werden Tonys Nachtclubs von den örtlichen Behörden geschlossen, da dieser seine Schulden nicht mehr bezahlen konnte. Daraufhin trifft sich Luis mit Rocco und Vince Pelosi, zwei italienischen Mafiosi der Ancelotti-Familie und Hauptkreditgebern von Tony, im Middle Park (einer fiktiven Version des New Yorker Central Parks).
Sie erklären ihm, dass die Ancelotti-Familie inzwischen mit der russischen Mafia zusammenarbeitet und dass Luis seinen Freund Tony töten und dessen Clubs übernehmen soll. Sie verlangen von Luis Tony zu töten, ihm die Schuld an dem Diamantendiebstahl zu geben, Tonys Nachtclub-Imperium zu übernehmen und anschließend mit ihnen und Bulgarin zusammenzuarbeiten. Sollte Luis nicht darauf eingehen, drohen sie, nicht nur ihn selbst, sondern auch dessen Familie zu töten.
Luis scheint auf das Angebot zunächst einzugehen und trifft sich mit Tony und den beiden Italienern in einem seiner nun leerstehenden Nachtclubs. Dort sieht es zunächst tatsächlich so aus, als würde er auf das Angebot eingehen, richtet jedoch im letzten Augenblick seine Waffe auf Vince Pelosi und erschießt diesen. Rocco Pelosi entkommt jedoch und benachrichtigt die russische Mafia über Luis’ Entscheidung, nicht mit ihnen zusammenzuarbeiten. Er verlässt daraufhin Liberty City, da er wegen des misslungenen Deals mit Luis Lopez nun ebenfalls Angst vor der russischen Mafia hat.
Wenige Minuten später wird der Club von russischen Killern gestürmt und zerstört, es gelingt jedoch Luis und Tony lebend zu entkommen.
Um Bulgarin und sein Drogenimperium nun entscheidend zu schwächen, zerstört Luis nun mehrere Lastwägen mit Heroin-Lieferungen für diesen. Bulgarin ist nun finanziell ruiniert und versucht mit seinem Privatjet nach Russland zurückzukehren. Er droht Luis, bald wieder nach Liberty City zu kommen und sich grausam zu rächen. Luis schafft es jedoch im letzten Augenblick in den Privatjet von Bulgarin zu gelangen und stellt diesen im Flugzeug. Dort tötet Luis Bulgarin und springt mit dem Fallschirm aus dem Flugzeug. Kurz darauf trifft Luis Tony in einem Stadtpark. Dort wird ihnen klar, dass all ihre Feinde nun entweder tot oder sehr weit weg sind und nun Zeit für einen Neuanfang ist.

## Gameplay
Das Spielprinzip unterscheidet sich kaum von dem des Hauptspiels. Das gesamte Stadtgebiet von Liberty City aus GTA IV ist auch in The Ballad of Gay Tony begehbar. Es existieren eine Reihe von Missionen, die in die Haupthandlung eingebettet sind und fast immer kriminelle Aufgaben unter Zuhilfenahme von Waffen und Fahrzeugen darstellen. Im Gegensatz zum Hauptspiel beginnt The Ballad of Gay Tony jedoch gleich mit sehr actionreichen Missionen. Wie in The Lost and Damned sind neue Waffen, Fahrzeuge und Radiosender enthalten. Zusätzlich gibt es auch die Möglichkeit abseits der Haupthandlung, Basejumps durchzuführen. Dabei muss Luis von einem hohen Gebäude mit einem Fallschirm abspringen und in einer markierten Zone, oder auf der Ladefläche eines großen LKWs landen. Außerdem gibt es sogenannte «Drogenkrieg»-Missionen. In diesen Missionen wickelt Luis mit seinen Freunden Henrique und Armando verschiedene Drogengeschäfte ab, die stets in einer Schießerei enden. Im Gegensatz zu den Hauptmissionen können Drogenkriege auch verloren werden. Gelingt es dem Spieler nicht eine Drogenkriegs-Mission erfolgreich abzuschließen, so kann er diese nicht wiederholen, was aber keine weiteren negativen Auswirkungen auf den Spielverlauf hat. Eine weitere Besonderheit ist, dass der Spieler in der Rolle von Luis jede Nacht die beiden Nachtclubs Tonys besuchen kann und dort verschiedene Minispiele absolvieren kann, wie etwa Tanzen, Wetttrinken oder als Rausschmeißer arbeiten.
Auch technisch ist The Ballad of Gay Tony nahezu identisch mit GTA IV, bei beiden kommt die RAGE-Engine zum Einsatz.

## Rezeption
The Ballad of Gay Tony bekam von Fachzeitschriften und Webseiten durchgehend gute Kritiken, so vergab die Webseite Eurogamer eine Wertung von 8 von 10 Punkten. M! Games vergab 92 von 100 möglichen Punkten. Metacritic berechnete eine aggregierte Wertung von 89 von 100 Punkten.